# Baronville (Mozela)
Baronville – miejscowość i gmina we Francji, w regionie Grand Est, w departamencie Mozela.
Według danych na rok 1990 gminę zamieszkiwało 361 osób, a gęstość zaludnienia wynosiła 58 osób/km² (wśród 2335 gmin Lotaryngii Baronville plasuje się na 695. miejscu pod względem liczby ludności, natomiast pod względem powierzchni na miejscu 903).